# Idioma aghu-tharnggala
Aghu Tharrnggalaes una lengua paman extinta de la península del Cabo York en Queensland, Australia. Al igual que varios idiomas en el área, a menudo se lo conoce como Gogo Mini (Kuku-Mini) 'buen habla'. Algunas fuentes tratan al idioma ikarranggali y el idioma angkula (Alungul) como sinónimos. Sin embargo, son lenguajes distintos.
Aghu Tharrnggala está demostrablemente relacionado con el idioma thaypan. Los dos también pueden haber estado relacionados con el Takalak, aunque no hay información suficiente para asegurarlo.